# Transports en commun de Lille Roubaix Tourcoing
Les transports en commun de Lille peuvent faire référence :
- à l'autobus de Lille Roubaix Tourcoing ;
- au réseau d'autocar interurbain Arc-en-Ciel ;
- au métro de Lille ;
- au tramway du Grand Boulevard entre Lille, Roubaix et Tourcoing ;
- au service de vélos en libre-service V'Lille ;
- au service d'autopartage Citiz[note 1].